# Fridolin von Senger und Etterlin
Fridolin Rudolf Theodor Ritter und Edler von Senger und Etterlin (Waldshut, 4 september 1891 - Freiburg im Breisgau, 4 januari 1963) was een Duitse officier en General der Panzertruppe tijdens de Tweede Wereldoorlog. In 1950 was hij een van de medeauteurs van de Himmerod-memorandum (West-Duitse herbewapening), over een West-Duitse bijdrage voor een Europese verdediging.

## Leven

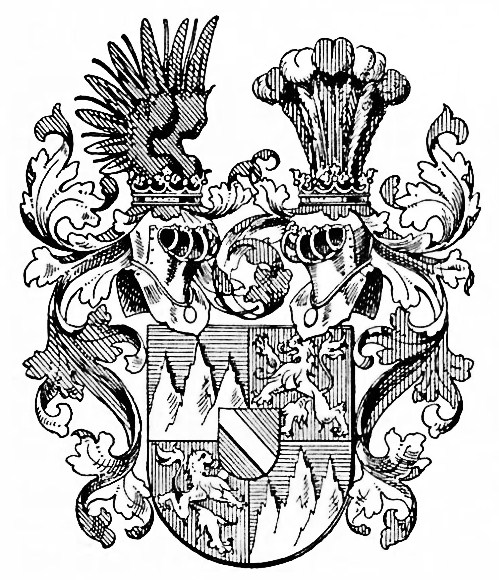
Het wapenschild van de Senger und Etterlin.

Op 4 september 1891 werd Fridolin Rudolf Theodor Ritter und Edler von Senger und Etterlin geboren in Waldshut bij de Zwitserse grens. Zijn vader was een Badische hogere regeringsambtenaar en Oberamtmann van Offenburg Otto von Senger en Etterlin (1858-1927) en zijn moeder de koopmansdochter Maria Magdalena Siefert-Schlund (1865-1911). Het geslacht Senger und Etterlin stamt af van de Oberfrankense rijksadel. Hij had twee broers, onder wie Johann von Senger und Etterlin (1894–1917), die sneuvelde als jachtvlieger tijdens de Eerste Wereldoorlog. Zijn andere broer was Hadwig von Senger und Etterlin (1903), zijn zuster Elisabeth von Senger und Etterlin (1893).

Van1900 tot 1910 zat Senger und Etterlin op het humanistische gymnasium in Konstanz und Offenburg. Op 1 oktober 1910 meldde hij zich als Einjährig-Freiwilliger (eenjarige vrijwilliger) aan in het Württembergs leger en werd geplaatst in het 5. Badisches Feldartillerie-Regiment Nr. 76. In 1912 kreeg Senger und Etterlin een Rhodesbeurs aan de Universiteit van Oxford, en werd vloeiend in Frans en Engels. Hij studeerde ook rechten in Freiburg im Breisgau. In Oxford behoorde hij tot de "Hanover Club", een Duits-Britse debatclub onder de leiding van Albrecht von Bernstorff, die vanaf 1911 tot 1913 bestond, en bedoeld was om wederzijds begrip te bevorderen.

### Eerste Wereldoorlog
In augustus 1914 trok Senger und Etterlin als Leutnant der Reserve (Tweede luitenant in de Militaire reserve) naar het front en werd met zijn regiment aan het Westfront ingezet. Op 27 juni 1917 werd hij vanuit de militaire reserve overgenomen in de actieve dienst. Zijn Patent werd vastgesteld op 19 februari 1913. Op 20 juni 1918 werd Senger und Etterlin bevorderd tot Oberleutnant (eerste luitenant). 

### Interbellum
Na de Eerste Wereldoorlog werd Senger und Etterlin als Oberleutnant overgenomen in de Reichswehr, en kwam in het 200.000 man sterke overgangsleger. Bij het opbouwen van het 100.000 man sterke Reichsheer van de Reichswehr, werd hij in het 5. (Preußischen) Reiter-Regiment opgenomen dat gestationeerd was in Belgard. Hiermee stapte hij over naar het dienstvak cavalerie. In het voorjaar van 1920 werd Senger und Etterlin overgeplaatst naar het Reichswehr-Artillerie-Regiment 16. Hierna volgde op 1 oktober 1921 zijn overplaatsing naar het 18. Reiter-Regiment in Stuttgart-Bad Cannstatt wat in het Wehrkreis V lag. In april 1924 kreeg Senger und Etterlin het commando over het 4e (Bad.) Eskadron in Ludwigsburg. Op 1 mei 1924 werd hij bevorderd tot Rittmeister (ritmeester). Hierna werd hij in het voorjaar van 1926 ingezet in de regimentsstaf van het 18e. Eind 1926 volgde zijn benoeming tot regimentsadjudant in de staf van het 18. Reiter-Regiment. Na zijn functie als adjudant, kreeg hij het opleidingseskadron van het regiment onder zijn commando. Na een korte inwerkperiode, was hij vervolgens voor meerdere jaren chef van het opleidingseskadron van het 18. Reiter-Regiment in Stuttgart-Bad Cannstatt. Hierop volgend werd hij bevorderd tot Oberstleutnant (luitenant-kolonel). Na zijn bevordering werd Senger und Etterlin op 10 november 1938 benoemd tot commandant van het Kavallerie-Regiment 3 in Göttingen. Als gevolg van zijn benoeming tot commandant, werd hij bevorderd tot Oberst (kolonel).

### Tweede Wereldoorlog
Met zijn regiment nam Senger und Etterlin deel aan de Poolse Veldtocht. In december 1939 volgde zijn benoeming tot commandant van het Reiter-Regiment 22. Nog voor de Slag om Frankrijk, nam hij het commando over de Reiter-Brigade 2 op zich. Daar werd zijn eenheid ook als snelle brigade von Senger aangeduid. Met de invasie van het neutrale Nederland op 10 mei 1940, begon ook voor hem het actieve deel van de Tweede Wereldoorlog. Na de Slag om Frankrijk, was Senger und Etterlin vanaf juli 1940 tot juli 1942 de chef van de Duitse delegatie in de Italiaanse-Franse wapenstilstand-commissie in Turijn. Op 1 september 1941 volgde zijn bevordering tot Generalmajor (brigadegeneraal). Hierna werd Senger und Etterlin in het Führerreserve geplaatst. Op 10 oktober 1942 kreeg hij het commando over de 17e Pantserdivisie, waarmee hij zich in de winter van 1942-43 in het gebied rond Rostov bijzonder eervol onderscheidde. Hiervoor werd Senger und Etterlin op 8 februari 1943 als Generalmajor onderscheiden met het Ridderkruis van het IJzeren Kruis. 

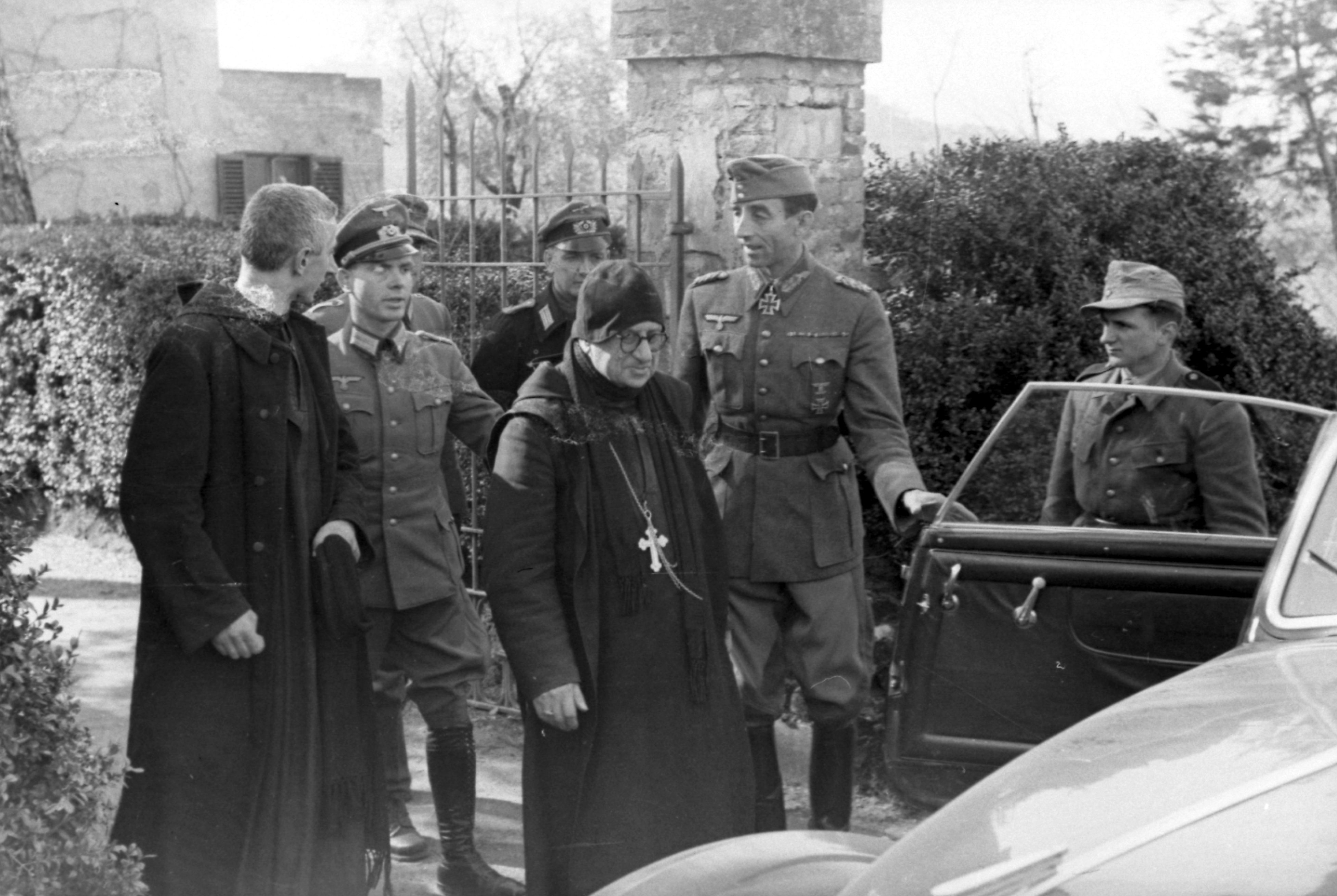
Senger und Etterlin (2.v.r.) begeleidt de abt van het klooster van Monte Cassino (midden).

Op 1 mei volgde zijn bevordering tot Generalleutnant (generaal-majoor). En in juni 1943 volgde Senger und Etterlin zijn benoeming tot Wehrmachtbefehlshaber op Sicilië. In de zomer van 1943 werd door het samenvoegen van de staven van Sardinië en Corsica zijn functie gewijzigd in de Wehrmachtbefehlshaber Sardinien und Korsika. Op 3 oktober 1943 werd Corsica geëvacueerd (geheel afgerond op 5 oktober 1943) en werd de staf opgeheven. Na de evacuatie van Sicilië, werd Senger und Etterlin op 8 oktober 1943 belast met het leiderschap over het 14e Pantserkorps. Op 11 oktober 1943 werd hij onderscheiden met het Duitse Kruis in goud. Begin 1944 werd hij bevorderd tot General der Panzertruppe (generaal der Pantsertroepen), en werd benoemd tot bevelvoerend-generaal van het 14e Pantserkorps. Hij was zodanig betrokken bij de Slag om Monte Cassino. Voor zijn leiderschapsprestaties tijdens de Slag om Monte Cassino werd hij onderscheiden met het Eikenloof bij het Ridderkruis van het IJzeren Kruis. Hierna was Senger und Etterlin van 5 oktober tot 23 oktober 1944 voor een korte periode de commandant van het 14e Leger. 
Op 2 mei 1945 raakte Senger und Etterlin met de resten van zijn Pantserkorps als onderdeel van de Heeresgruppe C in Amerikaans krijgsgevangenschap. Hij was later nog geïnterneerd in Wales.

## Na de oorlog
In 1947 werd hij uit krijgsgevangenschap vrijgelaten. In de naoorlogse periode speelde Senger und Etterlin een belangrijke rol bij het opstellen van het Himmerod-memorandum in 1950. Dat leidde tot de oprichting van de Bundeswehr, en de herbewapening van Duitsland. Vanaf juli 1955 tot 1956 was hij lid van de personeelsdeskundigheidscommissie voor de nieuwe Bundeswehr. Van 1956 tot 1958 behoorde Senger und Etterlin tot de leidende "Controlegroep" van de Operational History (Duits) Section van de "Historical Division" van het Amerikaanse leger. Hij reisde herhaaldelijk naar de Verenigde Staten om op Amerikaanse militaire scholen lezingen te geven over de strategie van de Wehrmacht tegen het Rode Leger leger. Daarnaast was Senger und Etterlin lid van de werkgroep voor militair onderzoek, waarin voormalige Wehrmacht-generaals en burgerhistorici schreven over de geschiedenis van de Tweede Wereldoorlog. Vanaf 1958 maakte hij ook deel uit van de adviesraad voor vraagstukken van intern leiderschap van de Bundeswehr.

## Persoonlijke mentaliteit
Als vroom katholiek en op basis van zijn traditioneel gevormde soldaten- en ethische basisovertuigingen was Senger und Etterlin uiterst kritisch over het nationaalsocialisme, anderzijds voelde hij zich als patriottisch denkende Duitser verplicht zijn vaderland te dienen. Dit resulterende in een innerlijke onenigheid, die hij als tragisch beschouwde. Senger und Etterlin behandelde het verschillende keren in zijn autobiografie. Hij weigerde consequent bevelen uit te voeren die hij als crimineel beschouwde, zoals het executeren van Italiaanse officieren die de bevelen van hun regering hadden opgevolgd na de wisseling van partijen in 1943. Hij was op de hoogte van de voorbereidingen voor de moordaanslag op Hitler van 20 juli 1944, maar was niet actief betrokken.

## Familie
In 1919 trouwde Senger und Etterlin met Dessau Hilda von Kracht (1891), een dochter van de Generalleutnant Friedrich von Kracht (1844-1933). Het echtpaar kreeg twee kinderen. Een zoon: Ferdinand von Senger und Etterlin (1923-1987), hij was een generaal en NAVO-opperbevelhebber Centraal-Europa in de Bundeswehr en dochter: Maria Josepha (1926-2017). In 1947 trouwde zij met de Italiaanse graaf Cesare Gani (1925).

## Carrière
- General der Panzertruppe: 1 januari 1944[2][5][6][3]
- Generalleutnant: 1 mei 1943[2][5][6][3]
- Generalmajor: 1 september 1941[2][5][6][3]
- Oberst: 1 maart 1939[2][5]
- Oberstleutnant: 1 augustus 1936[2][5]
- Major: 1934[2]
- Rittmeister: 1 mei 1924[2] - 1 januari 1927[5]
- Oberleutnant: 20 juni 1918[5][5]
- Leutnant: 27 juni 1917 (Patent vanaf 19 februari 1913)[2][5]
- Leutnant der Reserve[5]: 1914[2]
- Einjährig-Freiwilliger:[3] 1 oktober 1910[5][4]

- Opmerking: de rang van Generalmajor is vergelijkbaar met die van een hedendaagse brigadegeneraal (OF-6). Het Duitse leger kende tijdens de Tweede Wereldoorlog geen rang van een brigadegeneraal, waardoor de eerste generaalsrang een Generalmajor was. Het naoorlogse Duitse leger kent overigens wel volgens de NAVO schaal een brigadegeneraal als eerste generaalsrang.

## Onderscheidingen
Selectie:
- Ridderkruis van het IJzeren Kruis met Eikenloof (nr.439) op 5 april 1944 als General der Panzertruppe en Bevelvoerend-generaal van het 14e Pantserkorps / 10e Leger / Heeresgruppe C[12][2][5][13][4]
- Ridderkruis van het IJzeren Kruis op 8 februari 1943 als Generalmajor en Commandant van de 17e Pantserdivisie / 57e Pantserkorps/ 4e Pantserleger/ Heeresgruppe Don[12][2][2][5][13][4]
- Duitse Kruis in goud op 11 oktober 1943 als Generalleutnant en Wehrmachtsbefehlshaber auf Sardinien und Korsika[12][2][5][13][4]
- Herhalingsgesp bij IJzeren Kruis 1939, 1e Klasse (8 juli 1940[12][2][4]) en 2e Klasse (20 mei 1940[12][2][4])
- IJzeren Kruis 1914, 1e Klasse (17 augustus 1917[2][4]) en 2e Klasse (28 juni 1915[2][4])
- Grootkruis in de Orde van de Italiaanse Kroon[12], andere bron vermeldt: Grootofficier als klasse[2]
- Hij werd eenmaal genoemd in het Wehrmachtsbericht. Dat gebeurde op:
- 5 oktober 1943 citaat Wehrmachtsbericht:
- "Unter Führung des Generalleutnants von Senger und Etterlin, der als letzter mit seinem Stabe die Insel verließ, ist hier in ständigen Kampf gegen nachdrängende Badogliotruppen, Gaullisten und Amerikaner und gegen eine starke feindliche Überlegenheit zur See und in der Luft erneut eine einzigartige Leistung vollbracht worden."[14][12][2][5][4]

- "Onder de leiding van de Luitenant-generaal von Senger und Etterlin, die als laatste van zijn staf het eiland verliet, een unieke prestatie werd hier opnieuw bereikt in een voortdurend strijd tegen achtervolgende Badoglio-troepen, Vrije Fransen en Amerikanen en tegen een sterke vijandelijke superioriteit op zee en in de lucht."

## Publicatie
- (de)  Krieg in Europa. 1960. ISBN 978-7000040021

## Afkorting
- mit der Führung beauftragt (m.d.F.b.) - (vrije vertaling: met het leiderschap belast)